# Mário Cláudio Nogueira Carreiras
Mário Claúdio Nogueira Carreiras (Porto, 30 de março de 1985), mais conhecido como Marinho, é um jogador português de futsal. Atualmente, joga no Braga.

## Títulos e Honrarias
Os títulos e honrarias que Mário conquistou são:[carece de fontes?]

### Clubes

#### Benfica
- UEFA Futsal Cup (1): 2009-10
- Liga Portuguesa de Futsal (1): 2011-12
- Taça de Portugal de Futsal (1): 2011-12
- Supertaça de Futsal (3): 2009, 2011, 2012